# 南洋镇 (漳平市)
南洋镇，是中华人民共和国福建省龙岩市漳平市下辖的一个乡镇级行政单位。

## 行政区划
南洋镇下辖以下地区：
北寮村、梧溪村、红林村、营仑村、永兴村、南洋村、党口村、利田村和暖洲村。